# Myrmecophila tibicinis
Myrmecophila tibicinis är en orkidéart som först beskrevs av James Bateman och John Lindley, och fick sitt nu gällande namn av Robert Allen Rolfe. Myrmecophila tibicinis ingår i släktet Myrmecophila och familjen orkidéer. Inga underarter finns listade i Catalogue of Life.

## Bildgalleri

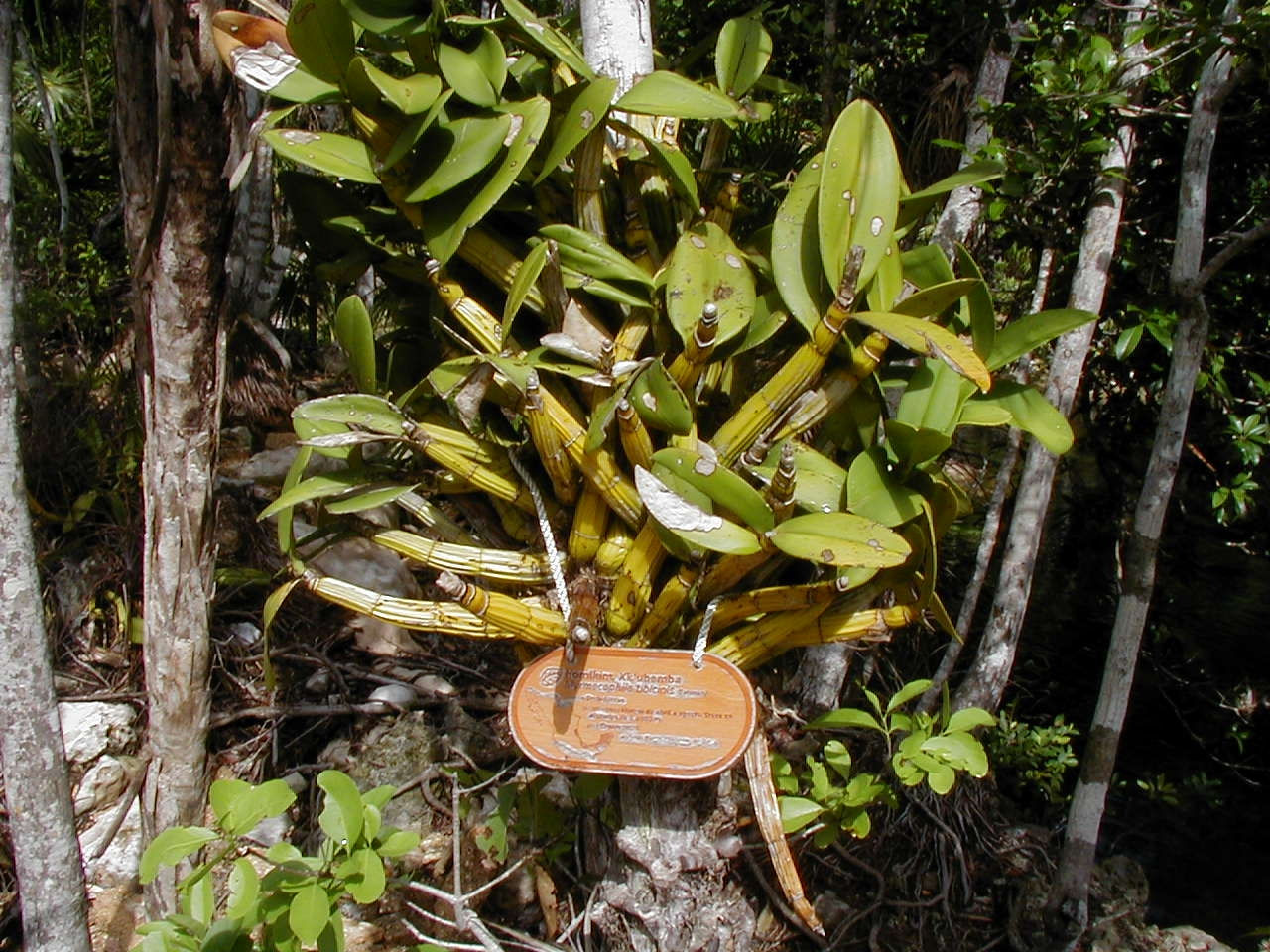
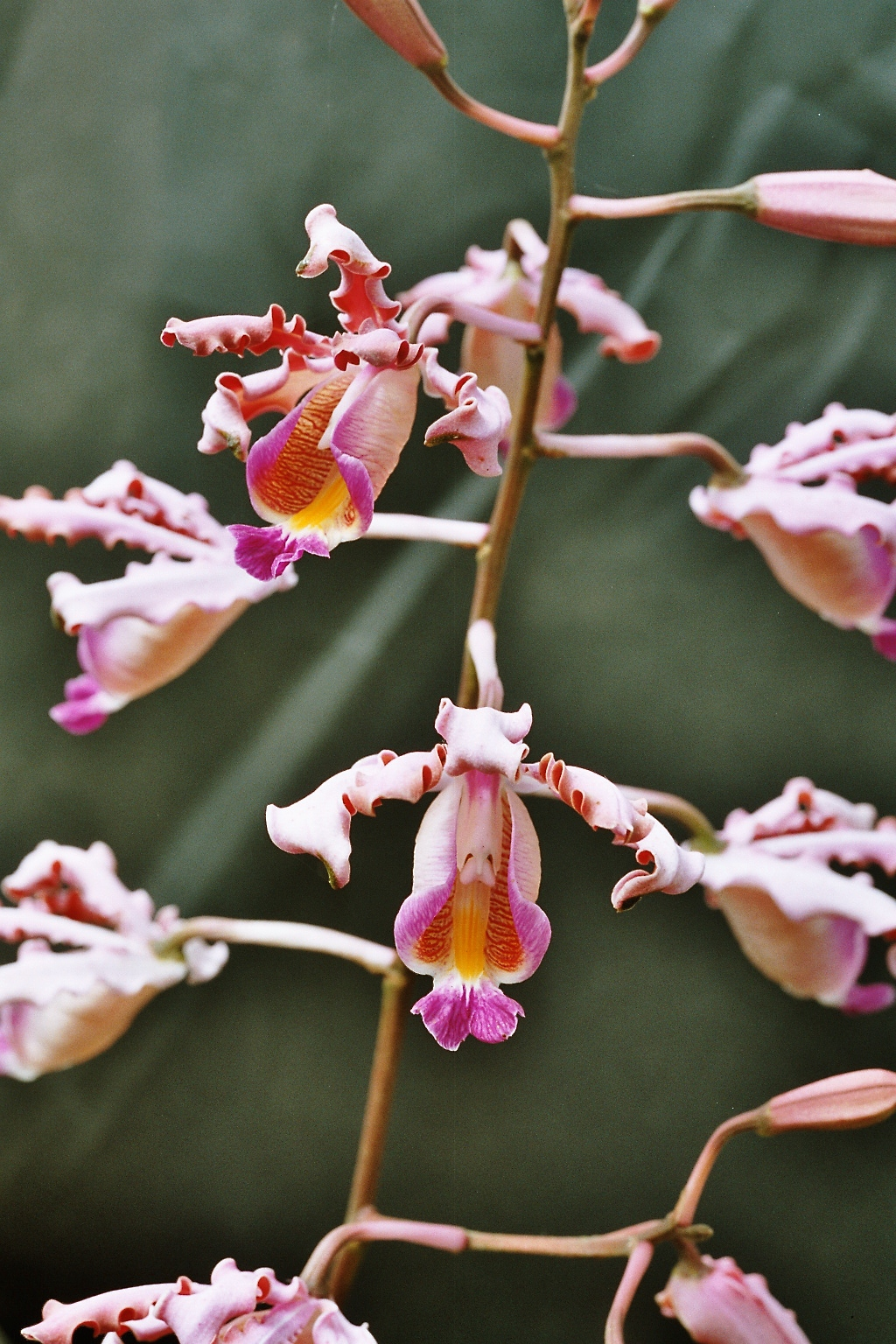
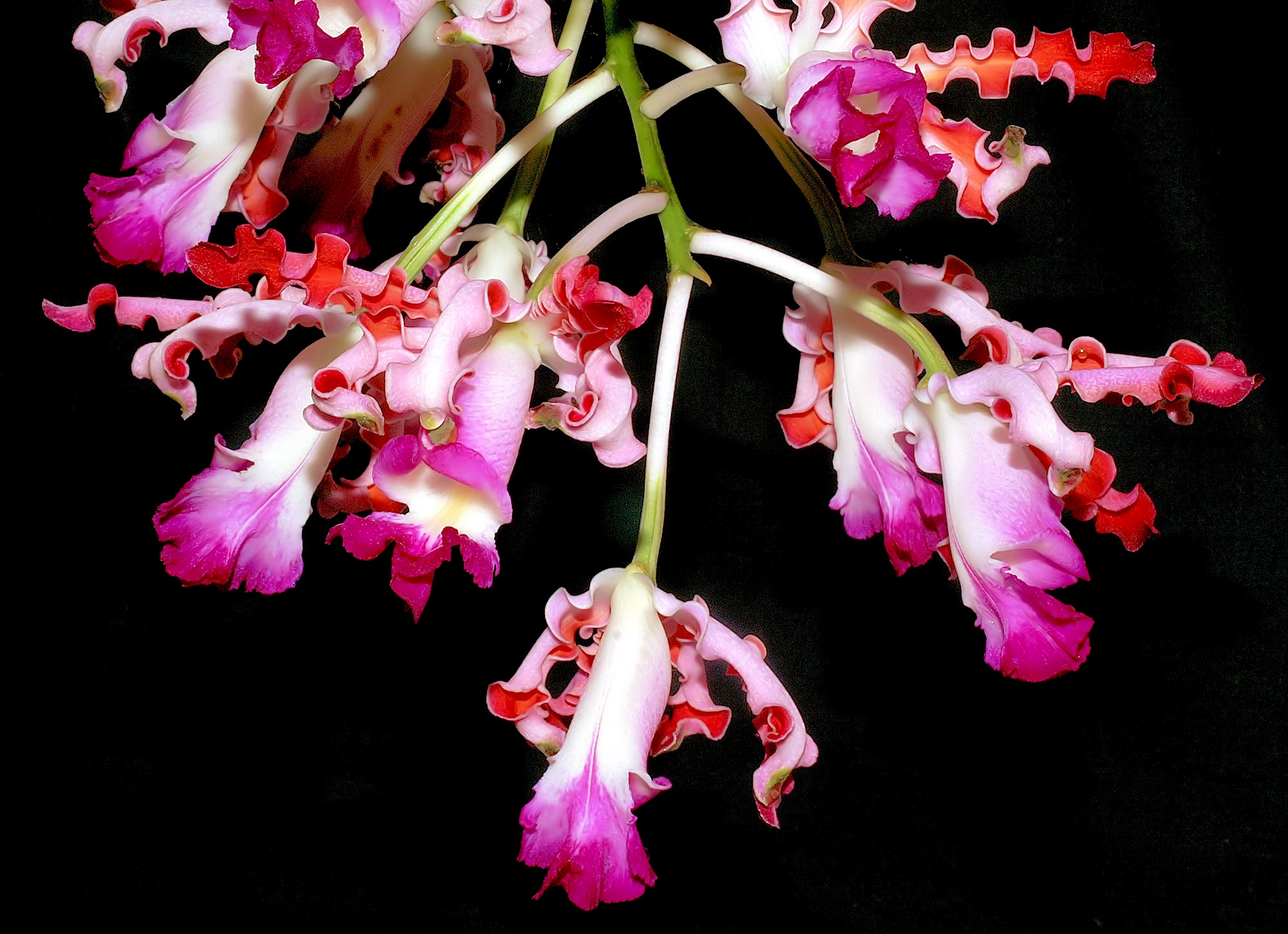
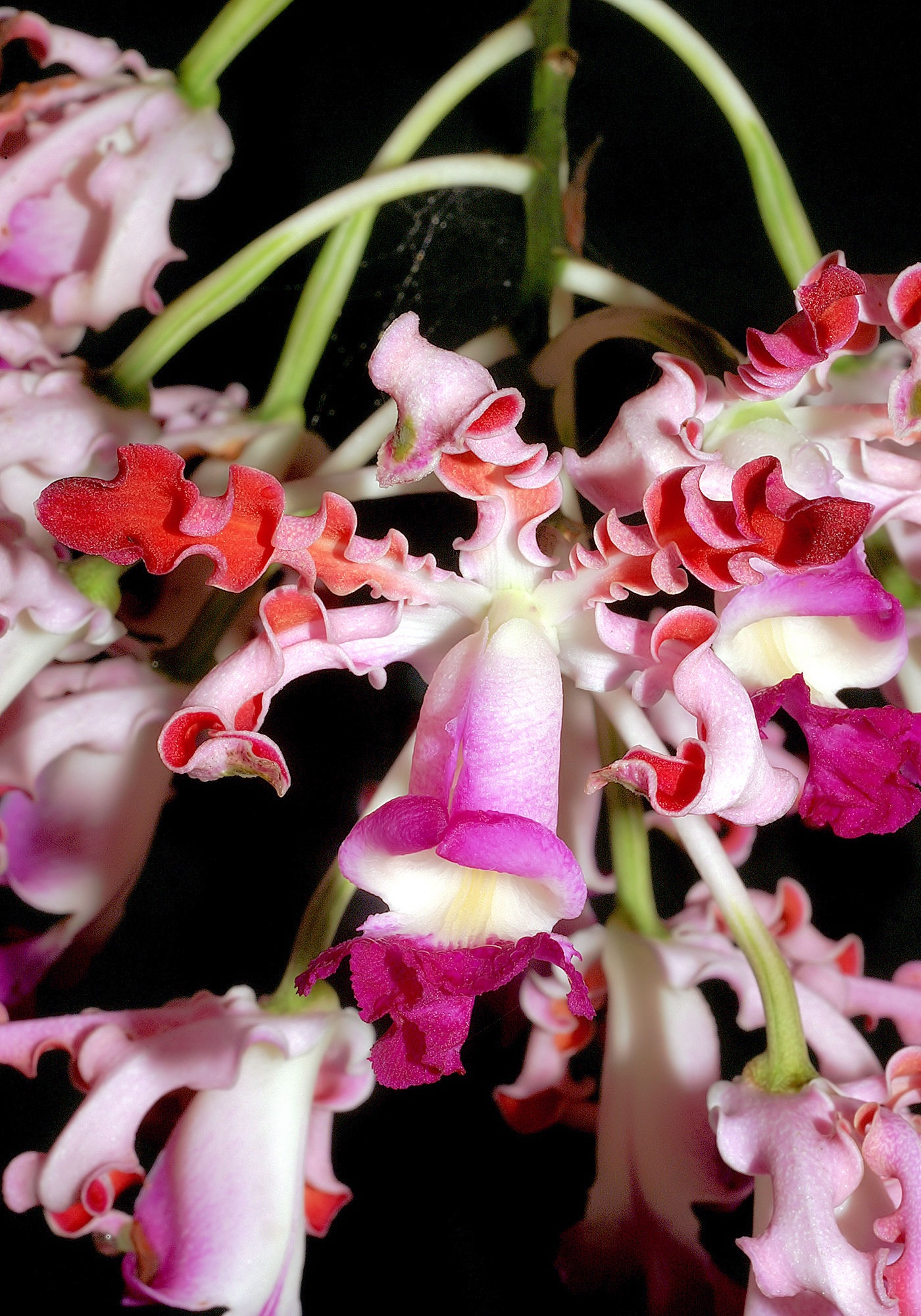
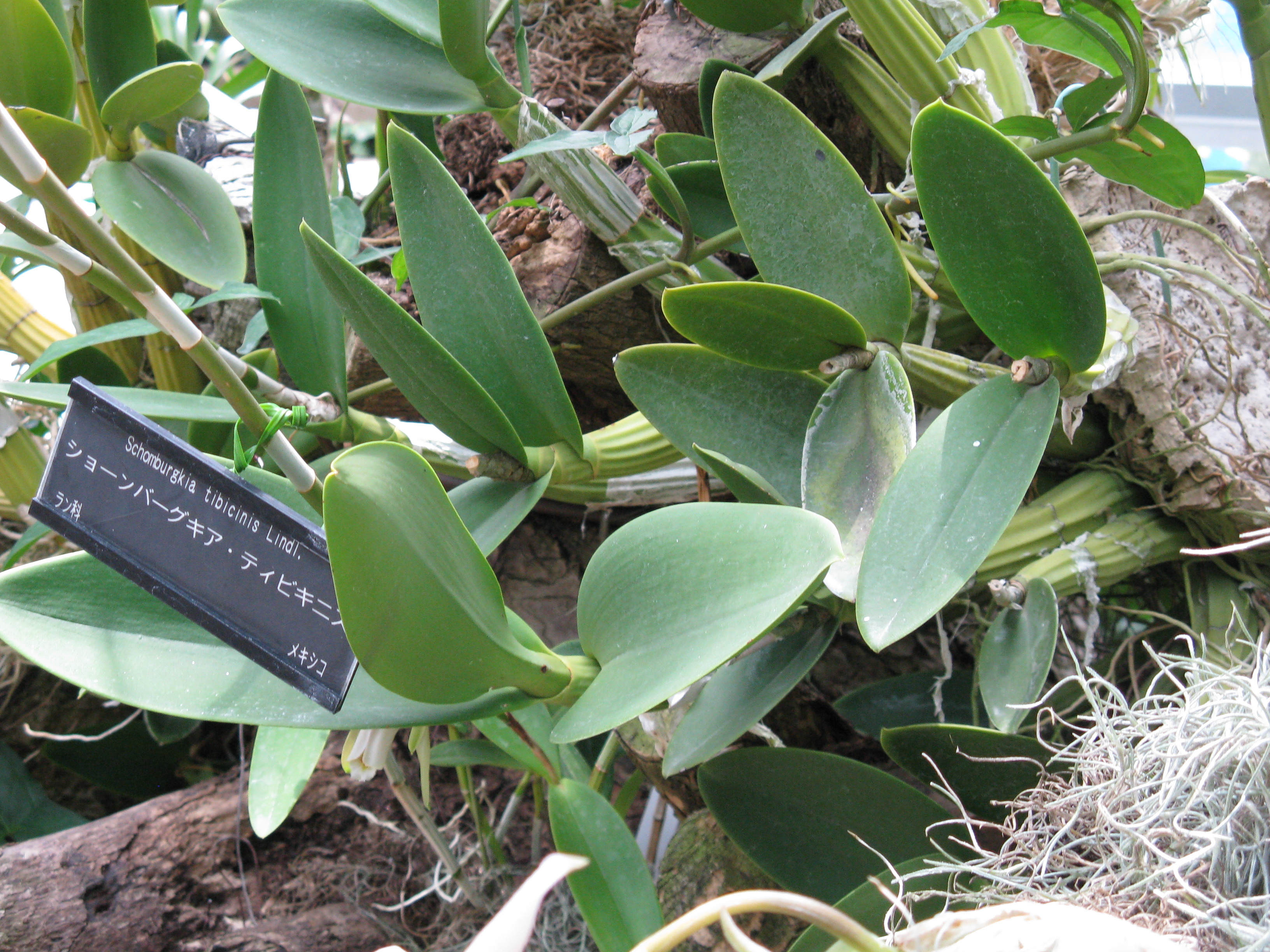
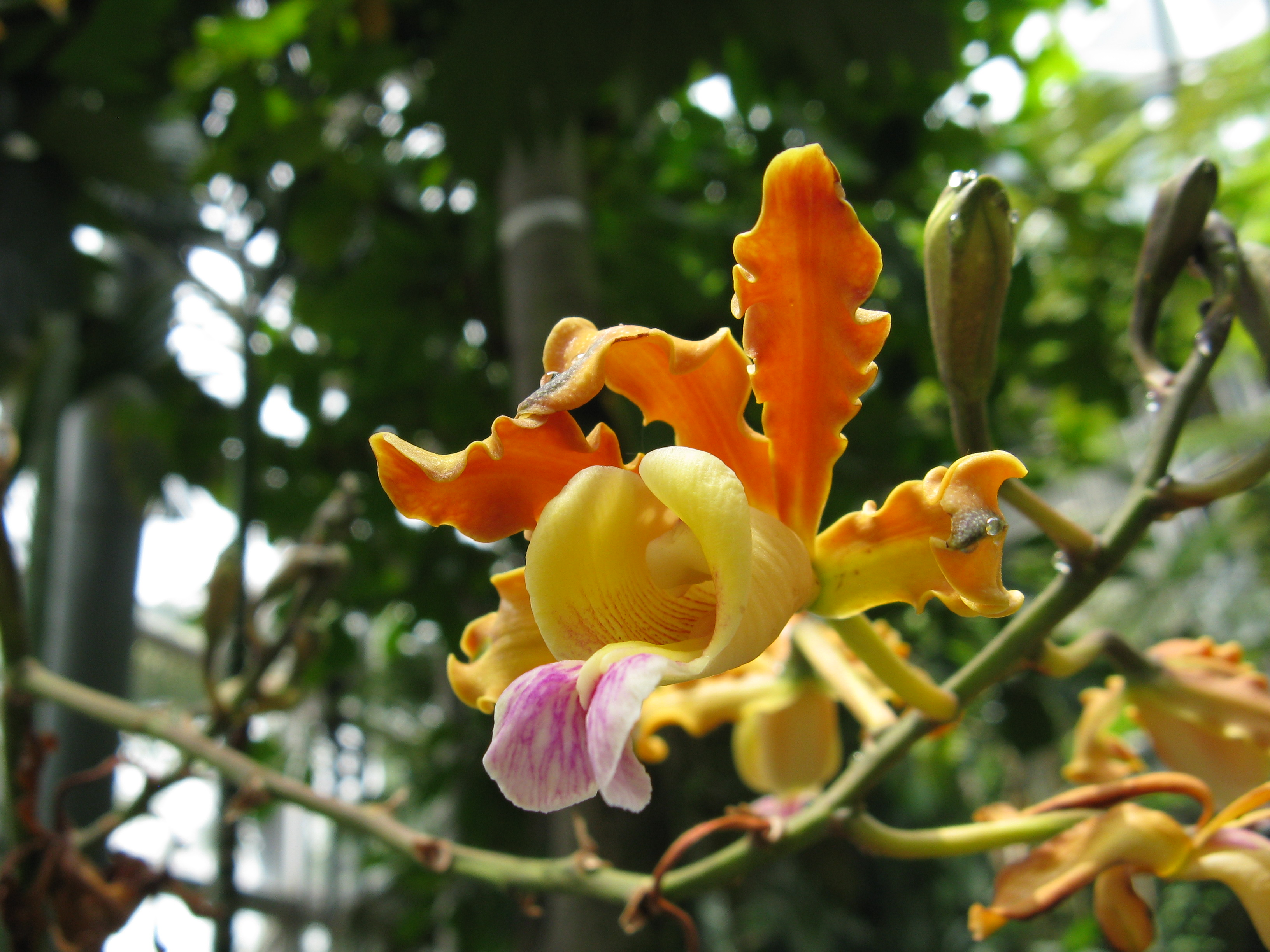